# Kapela sv. Benedikta (Gornji Kraljevec)
Kapela sv. Benedikta   je rimokatolička građevina u mjestu Gornji Kraljevec, općini Hrašćina zaštićeno kulturno dobro.

## Opis dobra
Pravilno orijentirana kamena kapela sv. Benedikta sagrađena je na uzvisini iznad naselja Gornji Kraljevec u općini Hrašćina. Jednobrodna građevina polukružne apside s lađom naknadno produljenom prema zapadu. Unutarnji prostor kapele podijeljen je na prostor svetišta, svođen kalotom apside, te na prostor lađe koji je svođen lažnim bačvastim svodom izvedenim u drvenoj oplati. Stariji korpus kapele - apsidalni dio, znatno je stariji i potječe iz 16. st. Kasnije je svetište povišeno, a predvorje koje je stajalo ispred kapele je zatvoreno, o čemu svjedoče veliki zazidani lučni otvori. U 19. stoljeću je ispred pročelja podignut zvonik zidan ciglom.

## Zaštita
Pod oznakom Z-3698 zavedena je kao nepokretno kulturno dobro - pojedinačno, pravnog statusa zaštićena kulturnog dobra, klasificirano kao "sakralna graditeljska baština".